# Сантіні Говіндан
Сантіні Говіндан ( уроджена Кутті) — індійська письменниця дитячої літератури, що пише англійською мовою. Її твори написані віршами, яскраво оформлені картинками та орієнтовані для дітей будь-якого віку. Книги Сантіні були перекладені на багато індійських мов .  Вона також пише оповідання та статті для дітей, які публікувалися в дитячих журналах і національних щоденних газетах в Індії та за кордоном. Говіндан також проводила семінари для дітей у школах Індії та викладала творче письмо бакалаврам в Університеті Мумбаї.

## Молодість і освіта
Сантіні Говіндан народилася в Сан-Франциско, штат Каліфорнія, у сім’ї Санти та Мадхавана Кутті. Отец був  дипломатом в Індійській дипломатичній служби.  Сантіні навчалася в міжнародних школах Американського посольства в Празі (колишня Чехословаччина), у Берні (Швейцарія) та в Коломбо (Шрі-Ланка), куди її батько був призначений дипломатом. У 1977 році вона отримала ступінь бакалавра економіки в університеті Мадраса, а в 1979 році отримала ступінь магістра з англійської літератури .

## Літературна кар'єра
Письменницька кар'єра Сантіні Говіндан почалася після того, як вона виграла премію на Національному конкурсі авторів дитячих книжок, організованому Children's Book Trust, Нью-Делі, за своє оповідання «A Tale of Tuffy Turtle» .
У 1996 році Говіндан отримала стипендію з літератури від Міністерства розвитку людських ресурсів Департаменту культури уряду Індії, щоб написати історичну художню прозу для дітей у формі коротких оповідань.  Пізніше вона знову отримала стипендію з літератури від Департаменту культури Індії для дослідницького проекту «Дитяча література англійською мовою в Індії» .  У липні 2001 року вона була першою індійською письменницею, яку запросили взяти участь у щорічному семінарі Highlights Foundation Writers Workshop, який проходив у Чатокуа, штат Нью-Йорк, у Сполучених Штатах.
Вона також працювала для американського дитячого журналу Highlights for Children  над створенням посібника для батьків і вчителів з програм Highlights Primary Education Foundation Programme, Getting Ready For School  та програми Primary Plus.
Говіндан з 1987 по 2016 роки отримала двадцять нагород за свої оповідання в різних категоріях на Національному конкурсі авторів дитячих книжок, організованому Children's Book Trust.
У жовтні 2018 року Говіндан отримала дослідницьку стипендію Лок Сабха від парламенту Індії щоб написати книгу для дітей і підлітків про роль і функціонування парламенту Індії.
Вона писала дві колонки в щомісячному індійському дитячому журналі Chandamama про історичну фантастику та міфологію з 2011 по 2013 роки.
Її книгу «Гнів Апсу» рекомендував Департамент початкової освіти, Програма ранньої грамотності, Національна рада освітнього навчання та досліджень, у запропонованому списку вибраної дитячої літератури в 2014 році. Говіндан написала кілька книжок для дітей про індійську історію, у тому числі «Це сталося 5000 років тому» (про цивілізацію долини Інду), «Щоденник Асоки» та «Чарівний маратх».
У 2019 році видала книжку для дітей «Чарівність кучерявого волоті».

## Особисте життя
Одружена з К. М. Говінданом. Виховує сина і доньку. Проживає та працює в Мумбаї, Індія.